# Кошути (Галанта)
Кошути (Кошуты, словац. Košúty) — село и муниципалитет в Словакии. Расположена на Дунайской низменности, в долине реки Дудваг, левого притока реки Чьерна-Вода (бассейн Малого Дуная), к юго-западу от города Галанта. Административно относится к району Галанта Трнавского края.

## Расстрел в Кошутах

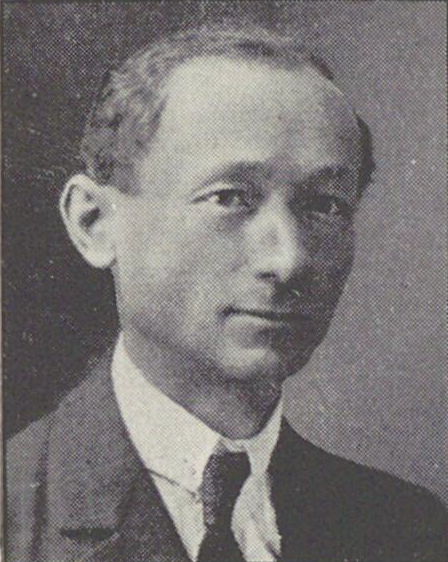
Штефан Майор (1887—1963)

С возрастающим экономическим кризисом в начале 1930-х годов происходили несколько раз кровавые столкновения. Крупное движение протеста широких масс вызвало кровопролитие в январе 1931 года в Духцове, в мае в Кошутах и осенью того же года в Фривальдове. В Троицын день 25 мая 1931 года в Кошутах расстреляли забастовку сельскохозяйственных рабочих, когда рабочие собирались пойти на митинг, где должен был выступить Штефан Майор (Štefan Major; 1887—1963). Были убиты 3 человека и 14 ранены. Сразу после кровавых событий в Кошутах приехали в пострадавший город делегаты Красной помощи и КПЧ для получения наиболее объективной информации. Но их из Кошут выслали. Защитника Ш. Майора — Владимира Клементиса и редактора «Руде право» Лацо Новомеского отвели под жандармским конвоем на вокзал и втолкнули в вагон. По приезде в Кошуты 31 мая защитника задержанных демонстрантов Даниэля Окали задержал жандармский патруль. Репортаж поэта Лацо Новомеского «Кошуты», помещенный Юлиусом Фучиком в «Творбе» (Tvorba) на развороте, цензура тоже изуродовала: несколько мест, причём самых важных, было вымарано.
Убийцами были жандармы, но к суду был привлечен и 13 июля 1931 года приговорён к заключению на восемь месяцев и к штрафу в размере 2000 чешских крон за «подстрекательство» один из ведущих руководителей Коммунистической партии Словакии депутат Штефан Майор. КПЧ развернула широкую кампанию против провокационного процесса над Штефаном Майором. 25 сентября 1931 года на апелляции срок увеличен до 15 месяцев. Штефан отсидел срок в тюрьме города Леопольдов.
Гневный протест против расстрела демонстрации в Кошутах, инициаторами которого были давовцы (дависты; группа писателей вокруг органа левой словацкой интеллигенции «ДАВ»), подписали в общей сложности 14 словацких и 14 чешских писателей, в том числе Мило Урбан, Ян Смрек, Эмиль Болеслав Лукач, Йозеф Гора, Йозеф Тайовский и Иван Горват.
В Кошути в 1966 году установлен бюст Штефана Майора из травертина и бронзы работы скульптора Войтеха Бадюры (Vojtech Baďura; 1926—1975), уроженца Кошут. Также создан мемориал жертвам трагедии, включающий памятник, выполненный из песчаника, работы скульптора Эмиля Венкова (Emil Venkov; 1937—2017). В Поважской галерее в Жилине хранится гравюра «Кошуты» (1957), выполненная в технике ксилографии, художника Феро Краля (Fero Kráľ; 1919—2008). В Словацкой национальной галерее хранится картина «Кошуты» (1959) художника Юлиуса Лёринца (Július Lörincz; 1910—1980). В Среднесловацкой галерее в городе Банска-Бистрица хранится работа «Забастовка в Кошутах» (Štrajk v Košútoch; 1968) в технике офорт, акватинта художника Яна Яношки (Ján Jánoška; 1923—1996).

## Население
| Год:                | 1994 | 2004    | 2014     | 2024     |
| ------------------- | ---- | ------- | -------- | -------- |
| Количество человек: | 1397 | 1476    | 1626     | 1940     |
| Разница:            |      | +5,65 % | +10,16 % | +19,31 % |